# ウェストランド ライサンダー
ウェストランド ライサンダー
ライサンダー Mk III
- 用途：直協・連絡機
- 製造者：ウェストランド社
- 運用者： イギリス（イギリス空軍）他
- 初飛行：1936年
- 生産数：1,786機
- 運用開始：1938年

ウェストランド ライサンダー (Westland　Lysander) は第二次世界大戦期に、イギリスのウエストランド社が開発した航空機である。「リジー」の愛称で知られ、ドイツの占領地域に秘密連絡員を送り込んだことで有名である。
ライサンダーとは、古代ギリシアのペロポネソス戦争の英雄でスパルタの軍人であるリュサンドロスの英語表記である。

## 概要

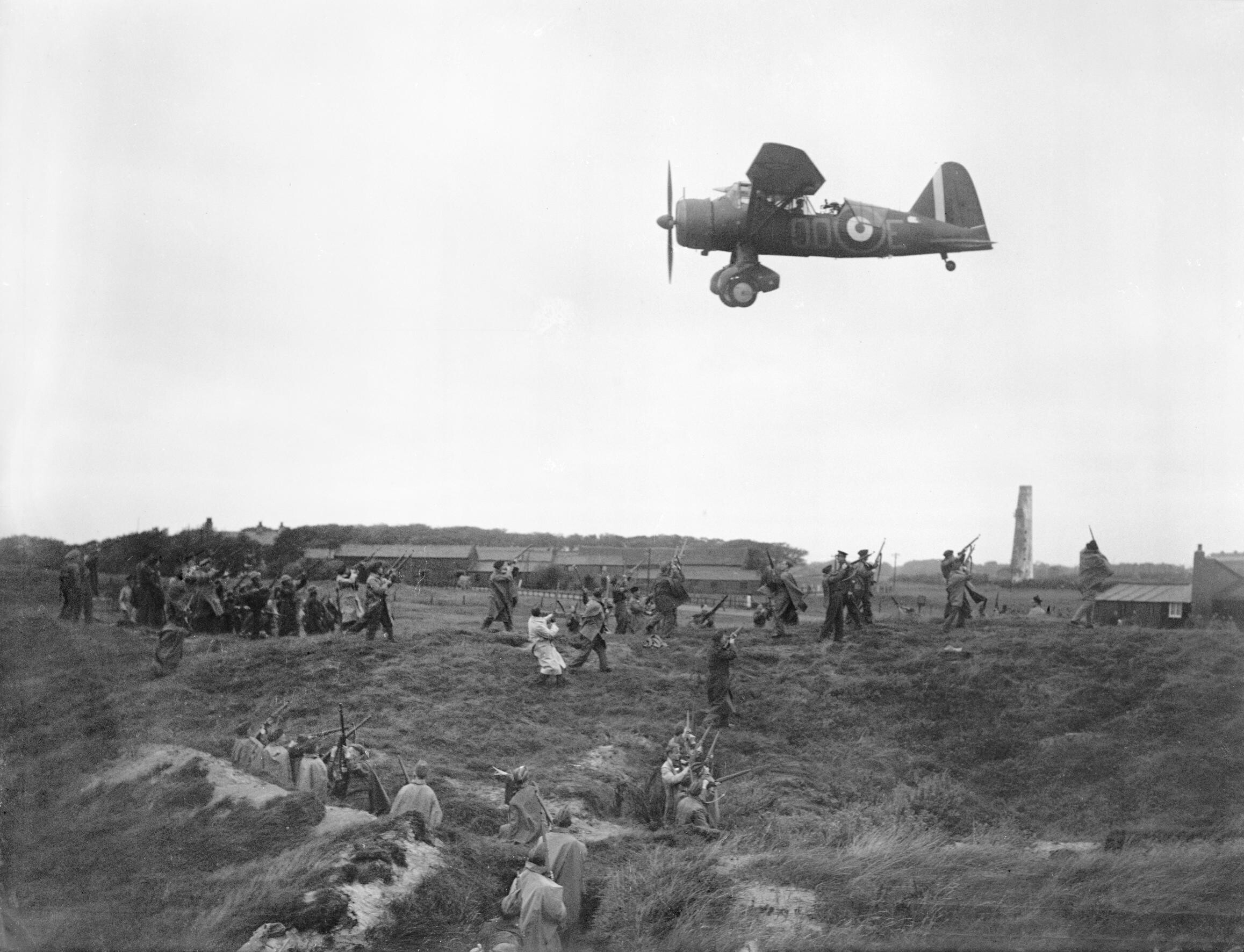
ホーム・ガードの訓練に直協機として参加する第13飛行隊のライサンダー（1940年9月）

イギリス陸軍の地上での作戦を支援する直協機（直接協同機、または直接協同偵察機）として開発された機体で、1936年6月に試作1号機が初飛行し、試作2号機は同年12月に初飛行した。ライサンダーはウェストランド・エアクラフト社の技術担当重役であったW・E・W・ペッターが設計したものである。
ライサンダーは高翼単葉機で、固定脚付き、金属骨組み、羽布張りの機体で、890hpブリストル・マーキュリー星型エンジンを装着している。試作機には2枚羽根の木製プロペラが付いていたが、量産型では、可変ピッチ付き3枚羽根金属プロペラになった。
1938年夏から運用が開始され、第2次世界大戦の開始とともにフランスに送られ軽爆撃機として用いられたが、低速であり、ドイツ軍の前に大きな被害を出し、配備された174機の内、130機が失われた。しかし、戦術偵察や着弾観測の任務や救援物資投下などで、ダンケルク撤退まで働き続けた。運動性を生かして、空中戦でHe111を撃墜した機もある。
イギリス軍の本土への撤退後は、高度15mまでの離陸距離250m、着陸速度90km/hというSTOL（短距離離着陸性能）を活かして連絡機としての運用が主体となり、イギリスの特殊任務部隊で、フランスなど他国のレジスタンスへの物資補給、スパイの潜入などに用いられた。
1941年には、秘密連絡員輸送のための専用型であるMK.IIIが開発された。この型はエンジンが換装されたほか、胴体下に増槽を装備できたため航続時間が大幅に向上していた。同年8月から特殊任務部隊での運用がはじまり、そのSTOL性をいかして特殊任務飛行に活躍した。1944年までに400回の任務を遂行し、800名の連絡員を送りこんだと言われている。
ライサンダーは各型合わせ1,786機が生産された。

## 構成
本機は高翼固定脚の単葉機で、主翼前縁の全幅にわたって可動スラットを装備している。胴体は金属骨組みに羽布張りであった。コクピットは全面ガラス張りのキャノピー仕様で、高翼が上方を遮る他は、全周に渡って視界は良好であった。武装は機銃4挺の他、スパッツ（車輪カバー）外側に張り出すように装備された翼形の架台に、9Kg爆弾を4発ずつ搭載することもできた（この架台は装備していない機体もあった）。発動機は単発でプロペラは三翅タイプを用いる。

## スペック
ライサンダーMk.IIIA
- 乗員：2名
- 全長：9.29 m
- 全幅：15.24 m
- 全高：3.5 m
- 翼面積：24.2 m2
- 空虚重量：1,834 kg
- 運用時重量：2,645 kg
- 最大離陸重量：2,866 kg
- 動力：ブリストル　マーキュリー エンジン
- 離昇出力：870 HP (649 kW)
- 最大速度：341 km/h
- 航続距離：966 km
- 最大運用高度：6,550 m
- 上昇率：430 m/min
- 翼面荷重：109 kg/m2

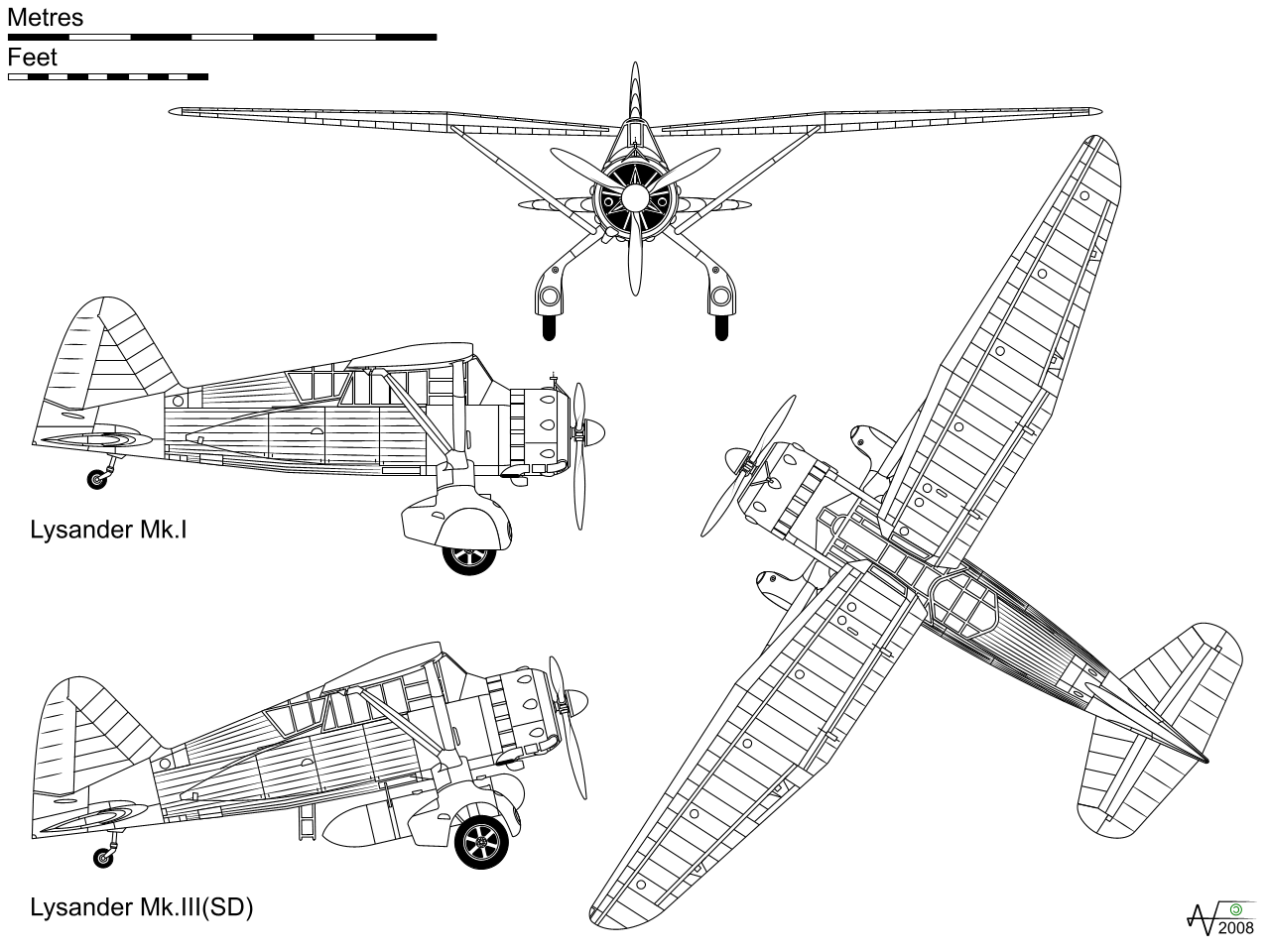
ライサンダー MK.III

- 銃装：ブローニング7.7mm機関銃×2（前方固定）、7.7mmルイス機関銃×2（後方旋回）
- 爆裝:小翼に20lb（9Kg）爆弾×8、胴体下に増槽、もしくは爆弾架（搭載量不明）

## バリエーション

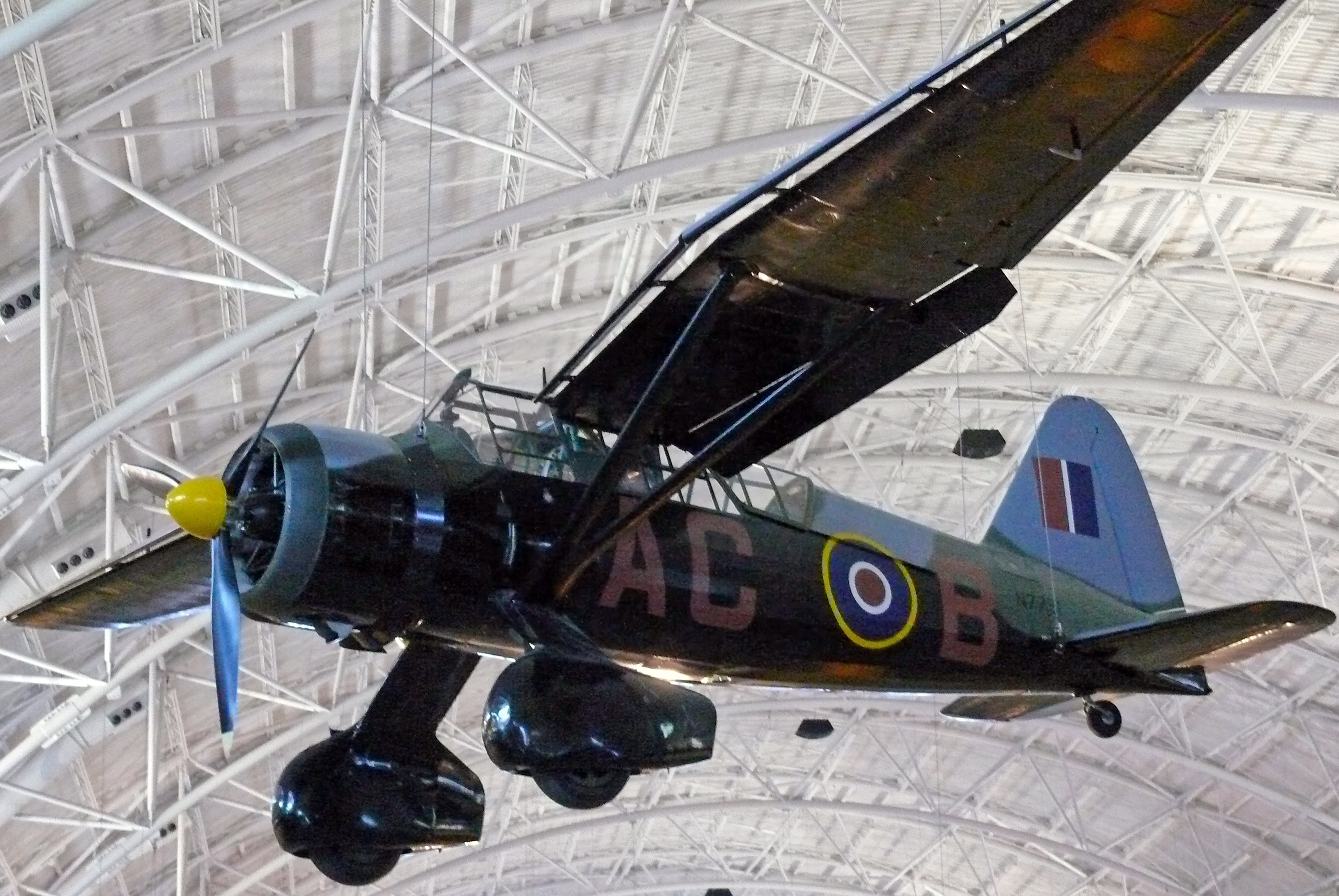
ライサンダー MK.III A
主翼前縁のスラットを示す
（Steven F. Udvar-Hazy Center収蔵）

ライサンダーMk.1　
最初の量産型。ブリストル・マーキュリーⅩⅡ（890hp）装備
ライサンダーMk.2
エンジンをブリストル・パーシウス（905hp）に換装
ライサンダーMk.3
エンジンをブリストル・マーキュリーXX（870hp）に換装。後部旋回機銃がブローニング製のもの
ライサンダーMk.3A
Mk.3のうち後部旋回機銃がルイス製のもの。
ライサンダーMk.3 SCW　(Special Contract Westland)
特殊作戦用改修を施した機体
ライサンダーTT
標的曳航機に改装されたタイプ。Mk.1～3までの各タイプからそれぞれ改修された。